# Maurice Van den Dries
Maurice Jozef Eduard Van den Dries (Deurne (Antwerpen), 9 juni 1944 - Wilrijk, 20 maart 2025) was een Belgisch graficus (etsen, aquatint, droge naald), kunstschilder, tekenaar en beeldhouwer. Hij studeerde vanaf 1960 tot 1965 aan de Koninklijke Academie voor Schone kunsten, de afdeling tekenen en schilderen en de afdeling etsen (o.l.v. René De Coninck) en daarna nog vijf jaar aan het Nationaal Hoger Instituut voor Schone Kunsten te Antwerpen, de leergang etsen en kopergravure onder leiding van Jos Hendrickx.
Hij was medeoprichter van de Antwerpse-Parijse groep 'Acid'.
Van den Dries heeft lesgegeven aan de Stedelijke Academie voor Schone Kunsten te Mechelen (modeltekenen). In 1987 maakte hij de overstap naar de Stedelijke Academie voor Schone Kunsten van Lier (etsen).
In 1973 werd voor de eerste keer Prix de Rome toegekend voor tekenkunst. Tot dan toe werd die onderscheiding voorbehouden aan een beeldhouwer, kunstschilder of architect. In 1973 beslisten de ministers van Cultuur dat de wedstrijd ook moest worden opengesteld voor tekenaars van minstens 25 jaar en ten hoogste 35 jaar. De jury kende de prijs bij algemeen akkoord toe aan Maurice Van den Dries.
Van 1987 tot 1999 was hij lid van de Nationale Raad voor Plastische Kunsten.
Maurice Van den Dries woonde en werkte sinds 1969 in Boechout.

## Werk in openbaar bezit
Werken van Van den Dries bevinden zich in staatsbezit, in Belgische prentenkabinetten en in andere landen buiten België.
- werk aangekocht door de Staat (1964)
- werk aangekocht door de Nationale Bibliotheek van België (1964)
- werk aangekocht door het National Museum te Krakov (Polen) (1968)
- werk aangekocht door de Staat (1969)
- werk aangekocht door het Prentenkabinet van Antwerpen (1970)
- werk aangekocht door het Prentenkabinet van Antwerpen (1971)
- werk aangekocht door de Nationale Bank van België (1972)
- werk aangekocht door de Staat (1973)
- werk aangekocht door de Kamer van volksvertegenwoordigers en de Senaat (1984)
- werk aangekocht door de Staat (1985)
- werk interieur geschonken aan het Koninklijk Museum voor Schone Kunsten te Antwerpen (1995)

## Prijzen
Van den Dries won verschillende prijzen:
- Prijs voor Grafiek Mevrouw Lux (1968)
- Prijs 'Wit en Zwart' van de Rotaryclub Brussel
- Jozef Mulsprijs (1969)
- Grote Prijs voor Tekenkunst (Kortenberg 1970)
- Tweede plaats in de Provinciale Prijs voor Grafiek Grafiekprijs (1971)
- Eugène Baie Prijs (1972)
- Grote Prijs van Rome voor Tekenkunst (1973)
- Provinciale Prijs voor Prentkunst te Antwerpen (1974)
- Jacob Smitsprijs voor Schilderkunst (1979)
- Internationale Aquarel en Grafiekprijs 'Premio Agazzi 2000' in Bergamo (Italië) (2000)

## Laatste tentoonstellingen
- 'Hedendaagse Tekeningen' in het Belgium Flanders Exchange Center te Osaka (Japan) (1994)
- 'Klassieke Schoonheid' in het Koninklijk Museum voor Schone Kunsten te Antwerpen (1994)
- met de groep Acid n.a.v. La Quinzaine Française in Galérie Michèle Broutta te Parijs (Frankrijk) (2008), Atelier Jacques Gorus te Antwerpen (2008) en in 't Brantijser van de Universiteit van Antwerpen (2008)
- 'Thuis tussen dag en droom' Koninklijk Museum voor Schone Kunsten Antwerpen (2024)